# Яринка
Яринка — деревня в Уйском районе Челябинской области. Входит в состав Уйского сельского поселения.

## География
Деревня находится на берегу реки Уй, на расстоянии 6 км к северу от села Уйское, административного центра района.

### Часовой пояс
Деревня Яринка, как и вся Челябинская область, находится в часовой зоне МСК+2. Смещение применяемого времени относительно UTC составляет +5:00.

## Население
| 2002 | 2010 |
| ---- | ---- |
| 616  | ↘525 |

## Улицы
| - ул. Будённого, - ул. Мира, - ул. Набережная, - ул. Нагорная, - ул. Наземная, | - ул. Октябрьская, - ул. Первомайская, - ул. Степная, - ул. Труда, - ул. Яринская. |